# Завод добрив у Ештаррежа
Завод добрив у Ештаррежа – колишнє підприємство португальської хімічної промисловості.
В 1952 році у Ешатррежу започаткували виробництво азотного добрива – сульфату амонію, який отримуали реакцією аміаку та сульфатної кислоти. Кислоту виробляли тут же шляхом спалювання піритів, а з 1958-го майданчик отримав установку виробництва аміаку потужністю 100 тонн на добу, що споживала як сировину naphtha (суміш рідких вуглеводнів, яка більш-менш відповідає газовому конденсату).  
Станом на середину 1970-х років майданчик належав компанії Amoniaco Portugues S.A.R.L. (AMPOR), що з 1978-го унаслідок злиття стала частиною хімічного концерну Quimica de Portugal (Quimigal). При цьому в 1974 – 1975 роках завод розширили за рахунок продукування нітратної кислоти (з аміаку), нітрату амонію (шляхом реакції аміаку і нітратної кислоти) та комплексних добрив. Необхідний майданчику аміак постачали залізницею з заводу у Кабо-Руйво, тоді як власну установку станом на другу половину 1970-х вже зупинили. Також відомо, що азотне добриво могли випускати у вигляді кальцій-аміачної селітри (суміш нітрату кальцію та нітрату амонію).
З кінця 1970-х частину нітратної кислоти почало споживати запущене в тому ж комплексі виробництво аніліну.
Потужність майданчику станом на 1978-й становила 120 тисяч тонн сульфату амонію, 115 тисяч тонн нітратної кислоти, 130 тисяч тонн нітрату амонію та 160 тисяч тонн комплексних добрив на рік.
Виробнцитво добрив у Ештаррежа припинилось на початку 1990-х років. В той же час, Quimigal (з 2018-го змінила назву на Bondalti) продовжує продукувати нітратну кислоту з привозного аміаку для забезпечення анілінового виробництва.